# 马克思列宁主义无神论
马克思列宁主义无神论是马克思列宁主义当中无宗教和反教权的组成部分，是苏联的国家意识形态。基于辩证唯物主义对人类在大自然中地位的理解，马列主义无神论认为宗教是人民的鸦片，主张通过社会革命消除宗教存在。

## 核心理论
马克思列宁主义无神论是马克思主义哲学体系的核心组成部分，以辩证唯物主义和历史唯物主义为理论基础，主张通过社会革命消除宗教存在的阶级根源，强调无神论与科学社会主义实践的统一性。其理论体系由卡尔·马克思、弗里德里希·恩格斯创立，经列宁结合俄国革命实践发展，成为社会主义国家意识形态建设的核心原则。

## 发展历程

### 马克思恩格斯阶段（19世纪）

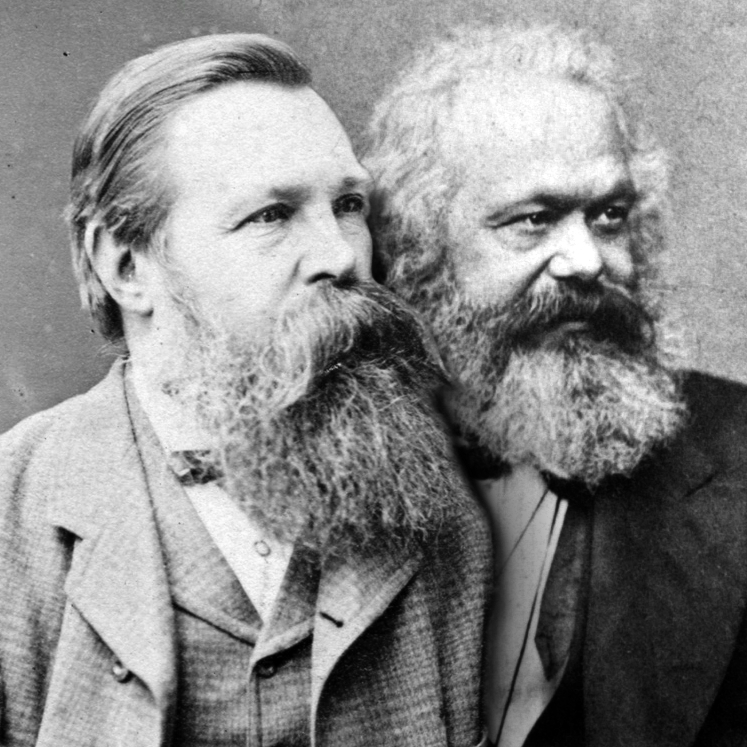
马克思列宁主义无神论认为宗教是人民的鸦片

卡尔·马克思在《1844年经济学哲学手稿》中指出“无神论、共产主义才是人的本质对人来说的真正的实现”；在《关于费尔巴哈的提纲》中提出宗教是“颠倒的世界意识”，强调通过改变社会现实而非单纯批判宗教来消除其存在基础。
弗里德里希·恩格斯则在《反杜林论》中系统分析了宗教的历史演变，指出其本质是“支配人们日常生活的外部力量在人们头脑中的幻想的反映”。
两人在《共产党宣言》中将宗教批判与资本主义批判结合，认为宗教消亡需通过消灭剥削制度实现。

### 列宁主义阶段（19世纪末至20世纪初）

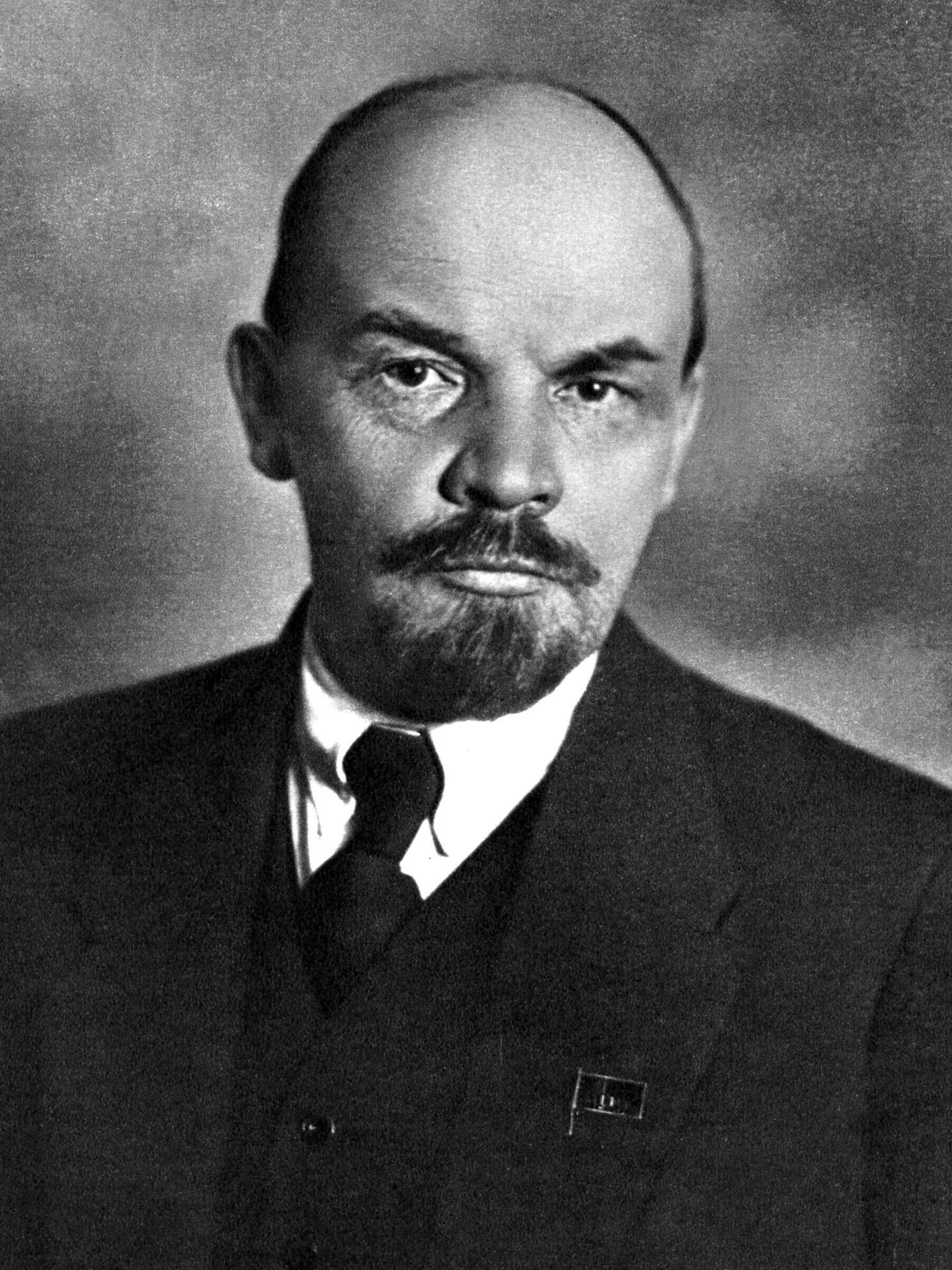
列宁描述科学无神论是工人政党的思想武器

弗拉基米尔·列宁在《社会主义和宗教》中认为宗教与沙皇统治的勾结，指出其是“精神压迫工具”，并强调政教分离原则。
他提出“宗教信仰自由”与“反宗教宣传自由”并行的策略，要求无产阶级政党既要尊重信教自由，又要揭露宗教的阶级本质；在《唯物主义和经验批判主义》中，列宁从认识论根源分析宗教产生，驳斥了“寻神论”、“造神论”等思潮，强调科学无神论是工人政党的思想武器。

### 苏联阶段（1917年至1980年代）

#### 革命初期（1917年—1941年）
列宁政府颁布《关于教会同国家分离和学校同教会分离的法令》，关闭大量教堂，开展反宗教宣传运动。约瑟夫·斯大林时期通过《宗教组织法》进一步限制宗教活动，东正教教堂从5万座锐减至不足1000座。

#### 战时与战后（1941年至1980年代）
苏德战争期间，苏联为动员民众暂时缓和宗教政策，东正教会被允许参与爱国宣传。战后赫鲁晓夫重启反宗教运动，但勃列日涅夫时期转向“无神论教育体系”，强调科学世界观的长期培育 。

### 中国阶段

#### 早期探索（1921年—1949年）

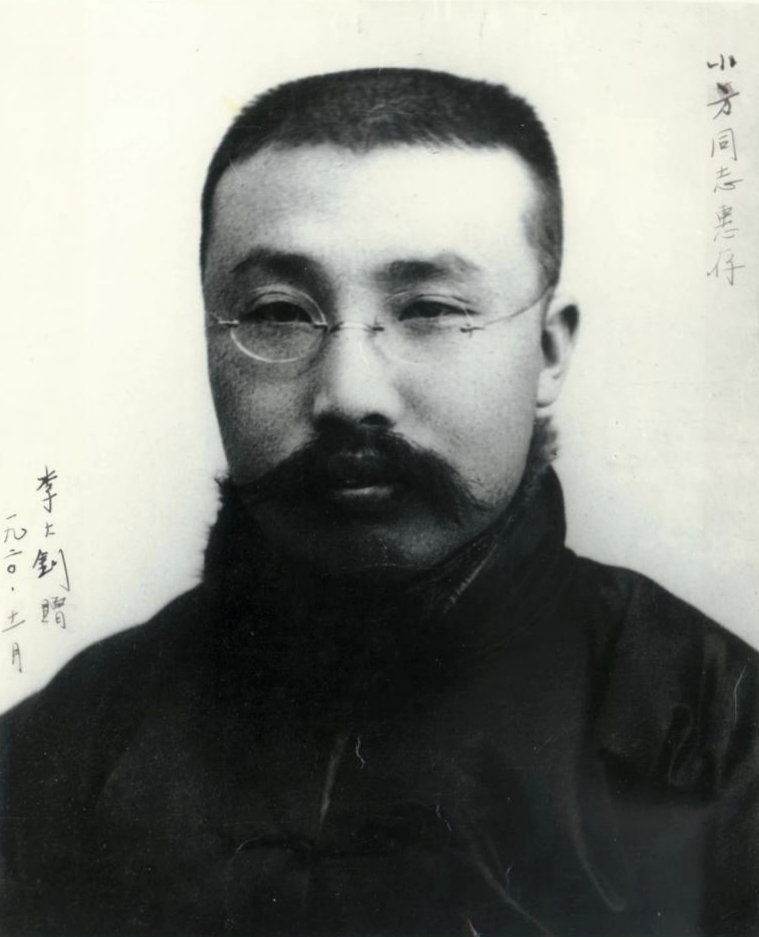
李大钊是有神论的坚定批判者。他认为宇宙一切属于客观自然，并非源自超越性神灵或抽象理念。他也是马克思主义与无神论思想的重要传播者。

五四运动倡导“科学与民主”，陈独秀、李大钊等批判封建迷信，毛泽东在《新民主主义论》中主张“共产党员不得信仰宗教”，同时保障宗教信仰自由。
李大钊强调“无神论是唯物史观的基石”，推动马克思列宁主义无神论成为中国共产党的建党思想之一。

#### 社会主义建设时期（1949年—1978年）
中华人民共和国成立后，通过土地改革和科学普及削弱宗教社会基础，同时确立“宗教信仰自由”宪法原则，并进行无神论宣传教育。 

#### 改革开放后（1978年至今）
邓小平恢复宗教政策，但强调“党员必须是无神论者” 。  
江泽民提出“积极引导宗教与社会主义社会相适应”，胡锦涛要求“抵御境外宗教渗透”。 
习近平重申“坚持马克思主义无神论是大原则”，要求加强青少年科学世界观教育和无神论学科建设，并通过《关于新形势下党内政治生的若干准则》严禁党员信教。
中国特色社会主义宗教理论提出宗教是中国社会的一部分，社会要理性看待宗教；强调要辩证看待我国宗教的社会作用，指出宗教具有积极作用和消极作用两重性。

## 学术评价及争议
马克斯·韦伯批评恩格斯忽视宗教对资本主义精神的促进作用。
后殖民理论家塔拉勒·阿萨德认为恩格斯的宗教观具有“欧洲中心论”局限。